# جون فرين
جون فرين (بالإنجليزية: John Frain)‏ هو لاعب كرة قدم بريطاني في مركز الوسط، ولد في 8 أكتوبر 1968 في Yardley, Birmingham ‏ في المملكة المتحدة. لعب مع برمنغهام سيتي ونادي موور غرين لكرة القدم ونورثامبتون تاون.

## وصلات خارجية
- جون فرين على موقع قاعدة بيانات كرة القدم.إي يو (الإنجليزية)
- جون فرين على موقع Soccerbase.com (لاعب) (الإنجليزية)